# کوآی کاکل‌حنایی
کوآی کاکل‌حنایی (نام علمی: Coua ruficeps) نام یک گونه از سرده کوآ است.